# Wipperaue Eulenbecke
Das Naturschutzgebiet Wipperaue Eulenbecke liegt auf dem Gebiet der Gemeinde Marienheide im Oberbergischen Kreis in Nordrhein-Westfalen.
Das etwa 21,9 ha große Gebiet wurde im Jahr 2005 unter Naturschutz gestellt und trägt die Schlüsselnummer GM-077. Es erstreckt sich östlich des Ortskerns von Marienheide entlang der Wupper, die im Oberlauf auch als Wipper bezeichnet wird. Das Naturschutzgebiet beginnt westlich von Holzwipper an der Höfeler Landstraße (L97) und reicht bis an den südöstlichen Ortsrand von Fließwipper. Zusätzlich gehören noch zwei Teilflächen zum Naturschutzgebiet: das Bachtal des Bocksiepens nördlich der Brucher Talsperre und der untere Bachabschnitt des Neuenhauser Siefens nordwestlich von Fließwipper.

## Beschreibung
Laut Fachinformationsdienst des Landesamtes für Natur, Umwelt und Verbraucherschutz in NRW befindet sich im Gebiet

„ein Stauteich, von dem aus ein Teil des Wassers in die nahe gelegene Brucher Talsperre übergeleitet wird. Durch das Gebiet fließt der naturnahe, über Schotterbänke sowie Flachwasserzonen und -kolke verfügende, bis max. zwei Meter breite Oberlauf der Wupper, der von der Quelle bis zur Stadt Wipperfürth "Wipper" heißt. Ein großer Teil des Gebietes wird von standortfremden Fichtenbeständen eingenommen, von denen einige bereits entfernt wurden, um den noch bestehenden artenreichen Auwaldfragmenten, in denen u.a. Torfmoose vorkommen, Raum zur Ausbreitung zu geben. Die Bedeutung des Gebietes gründet auf den Auwald-Biotopen, den eingestreuten Feuchtgrünländern sowie dem naturnahen und strukturreichen Verlauf der Wipper. Als Lebensraum für den Gewöhnlichen Wasserhahnenfuß, Eisvogel, Schwarzstorch, Groppe und Bachneunauge ist das Gebiet von herausragender und internationaler Bedeutung als Trittstein für den Biotopverbund. Das Naturschutzgebiet ist eine Teilfläche des aus mehreren Teilflächen bestehenden FFH-Gebietes Wupper östlich Wuppertal. Der Schutz dient dem Erhalt und der Entwicklung des Oberlaufs der Wipper mit ihren naturnahen Gewässerstrukturen und Quellbereichen sowie der Erhaltung und Pflege des Feuchtgrünlands. Die Umwandlung der Fichtenbestände soll in den folgenden Jahren fortgesetzt werden.“

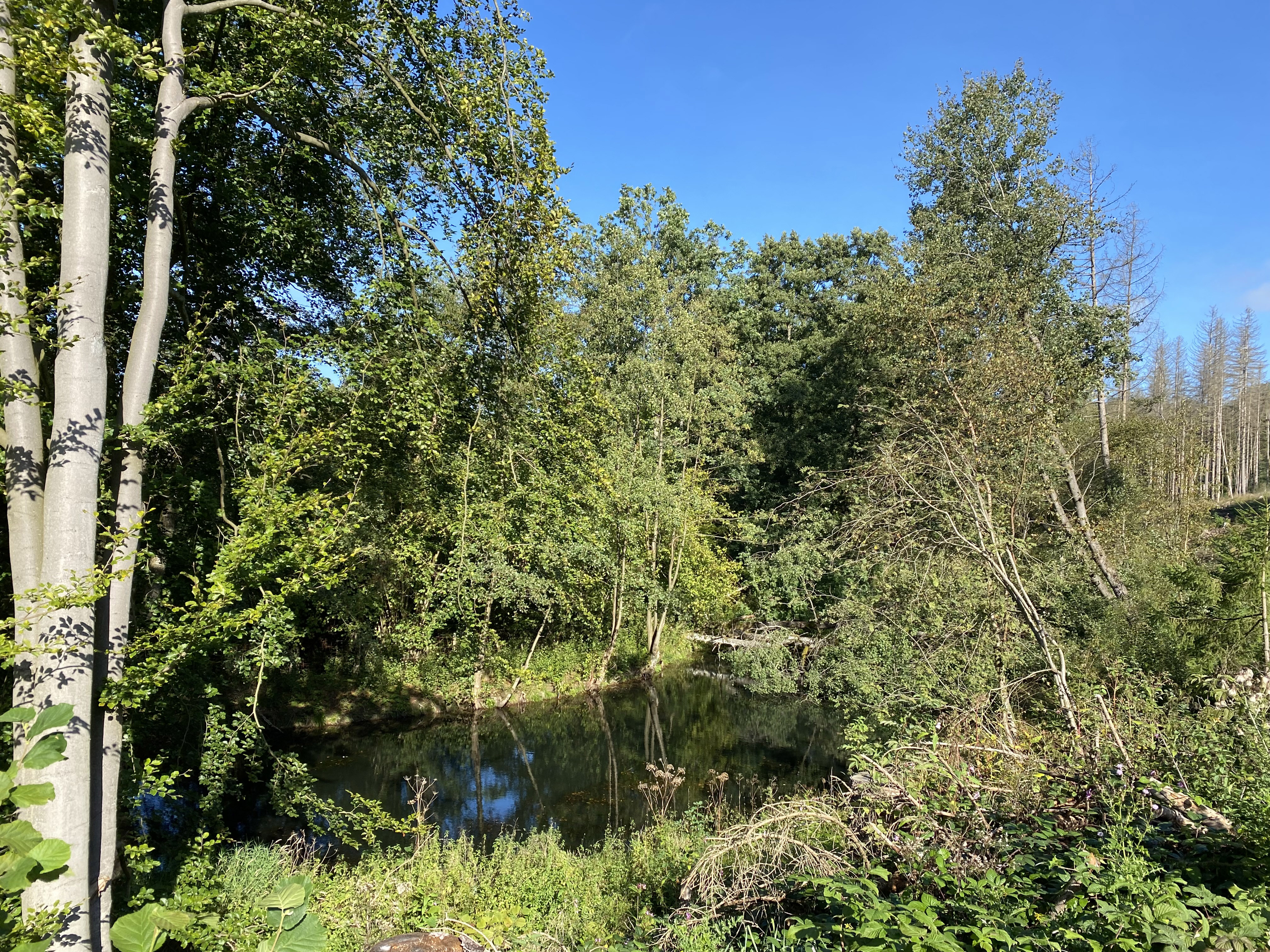
Wipper nördl. Brucher Talsperre
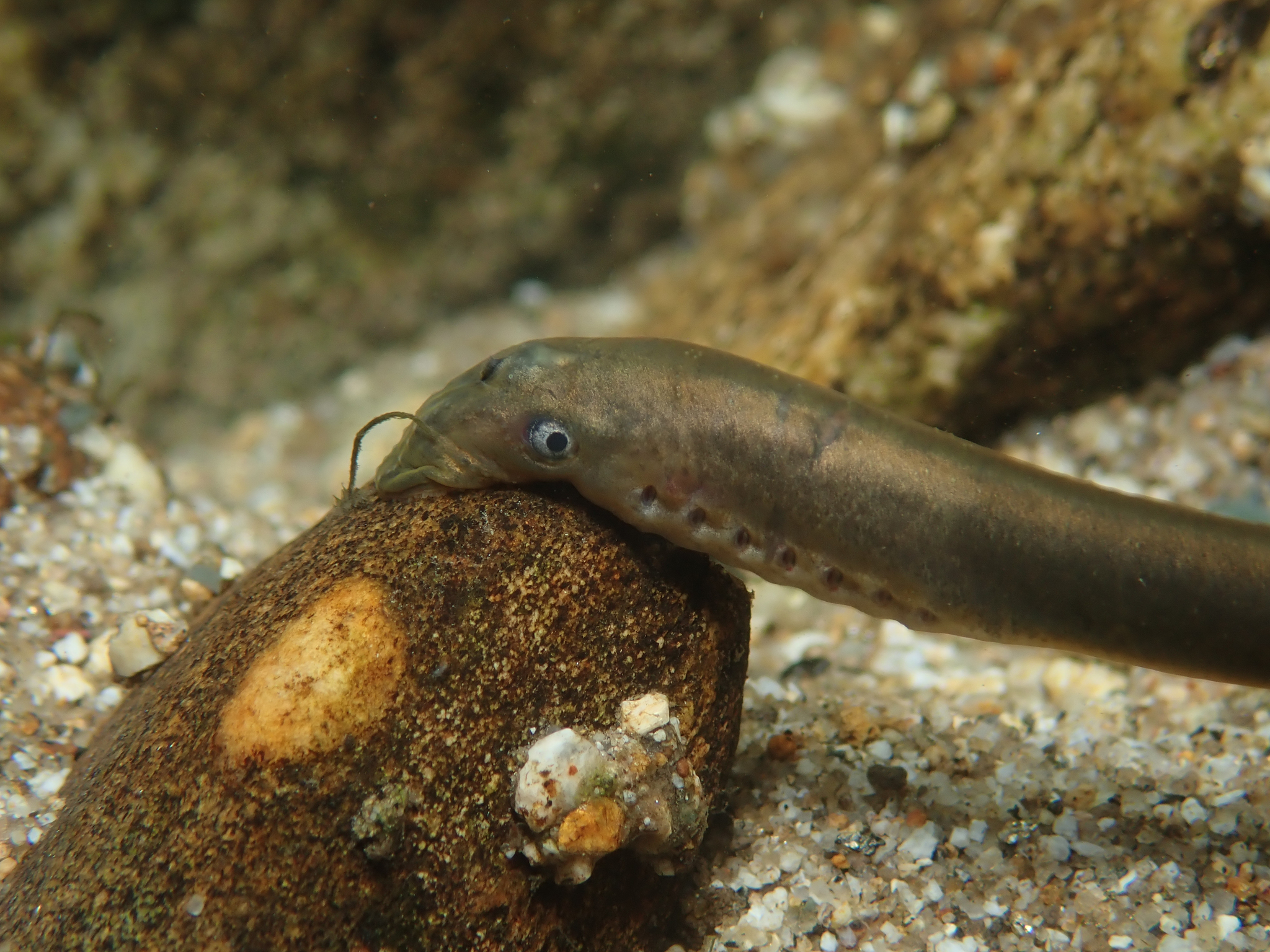
Bachneunauge
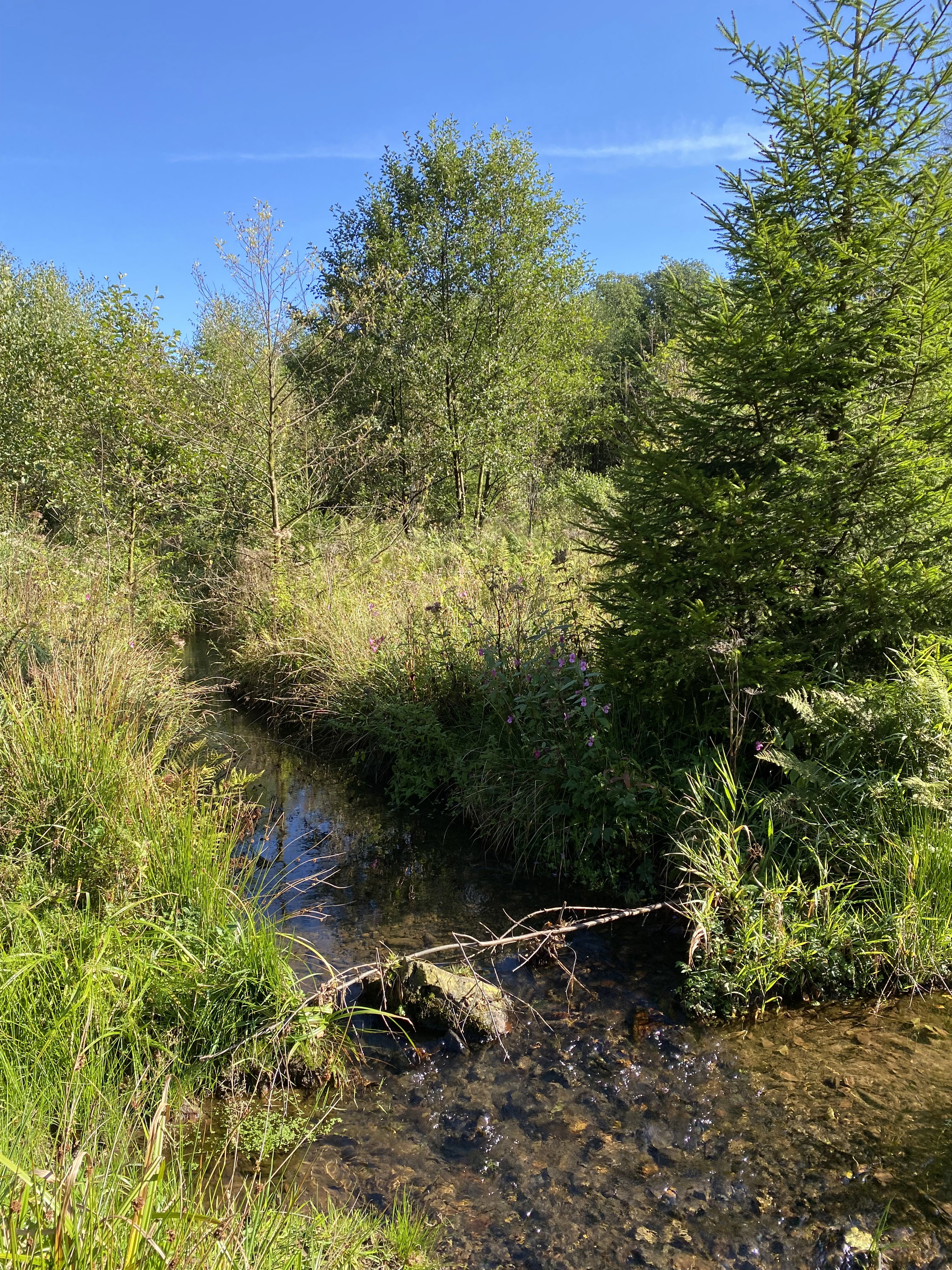
Wipper im NSG
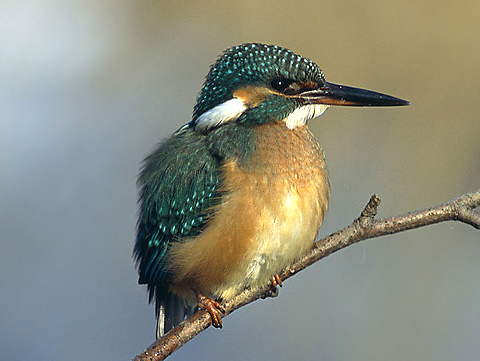
Eisvogel
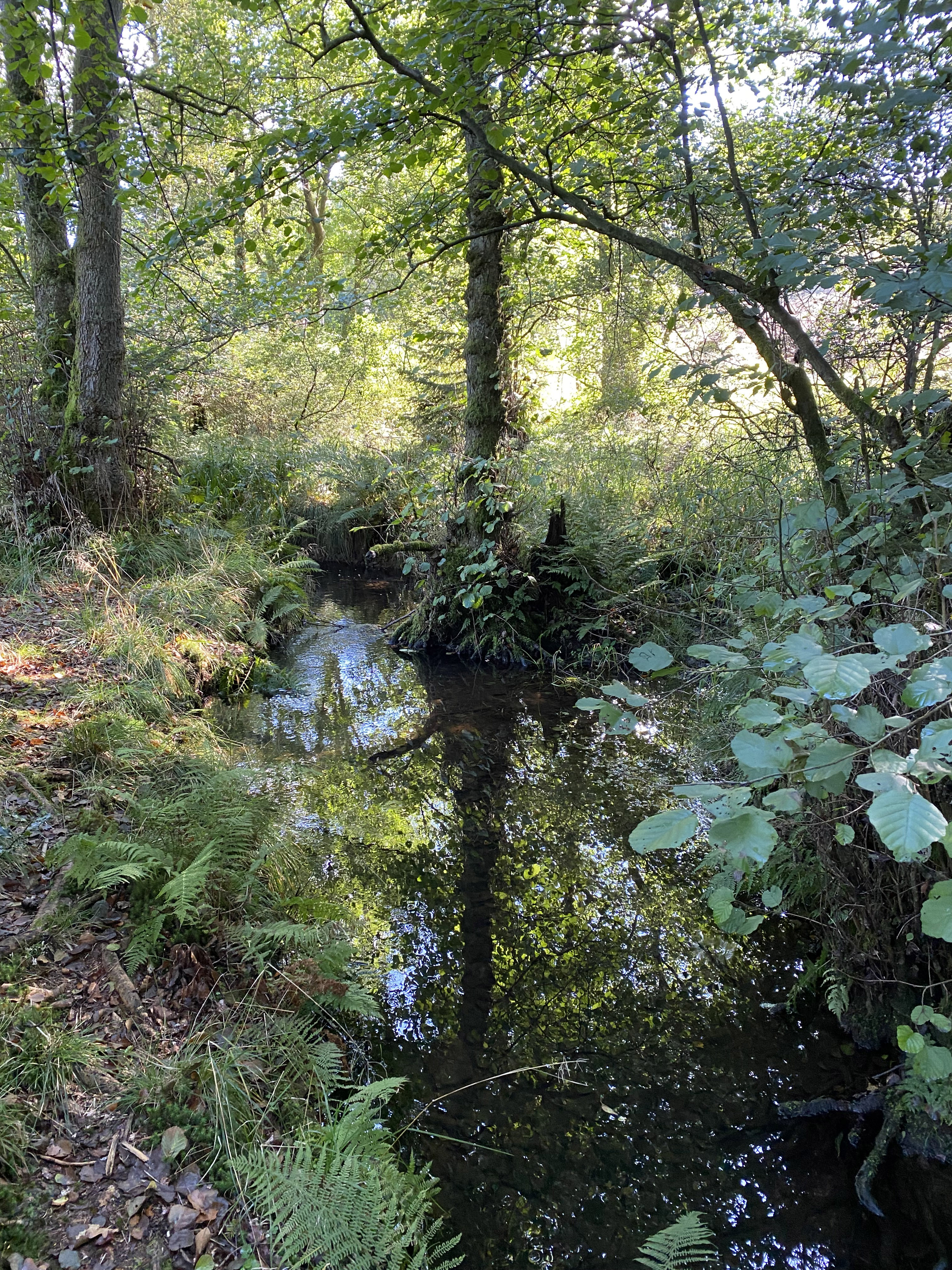
Wipper unterhalb des Stauteiches Holzwipper
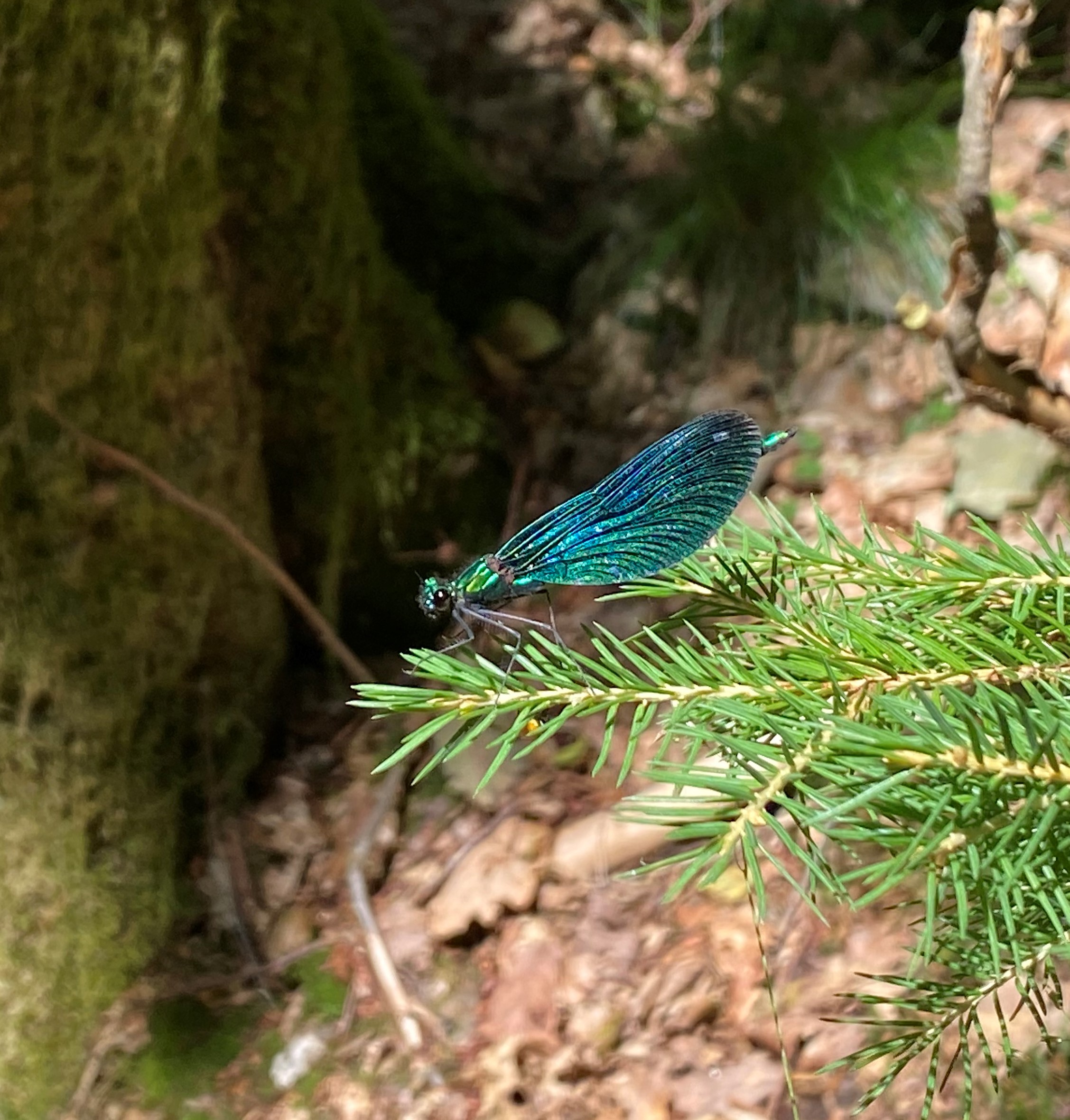
Die Blauflügel-Prachtlibelle ist im NSG heimisch
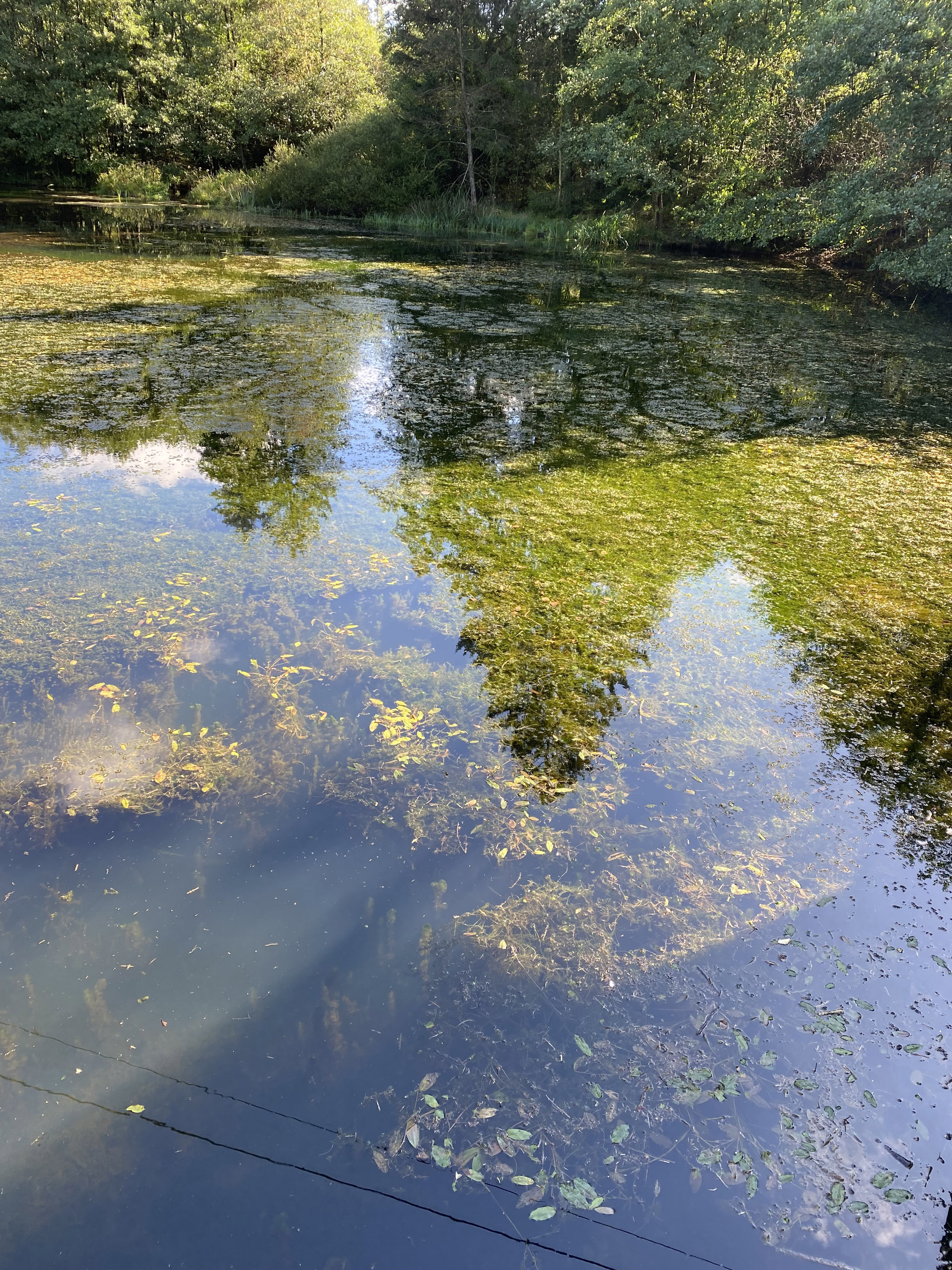
Reich an Wasserpflanzen – Stauteich Holzwipper
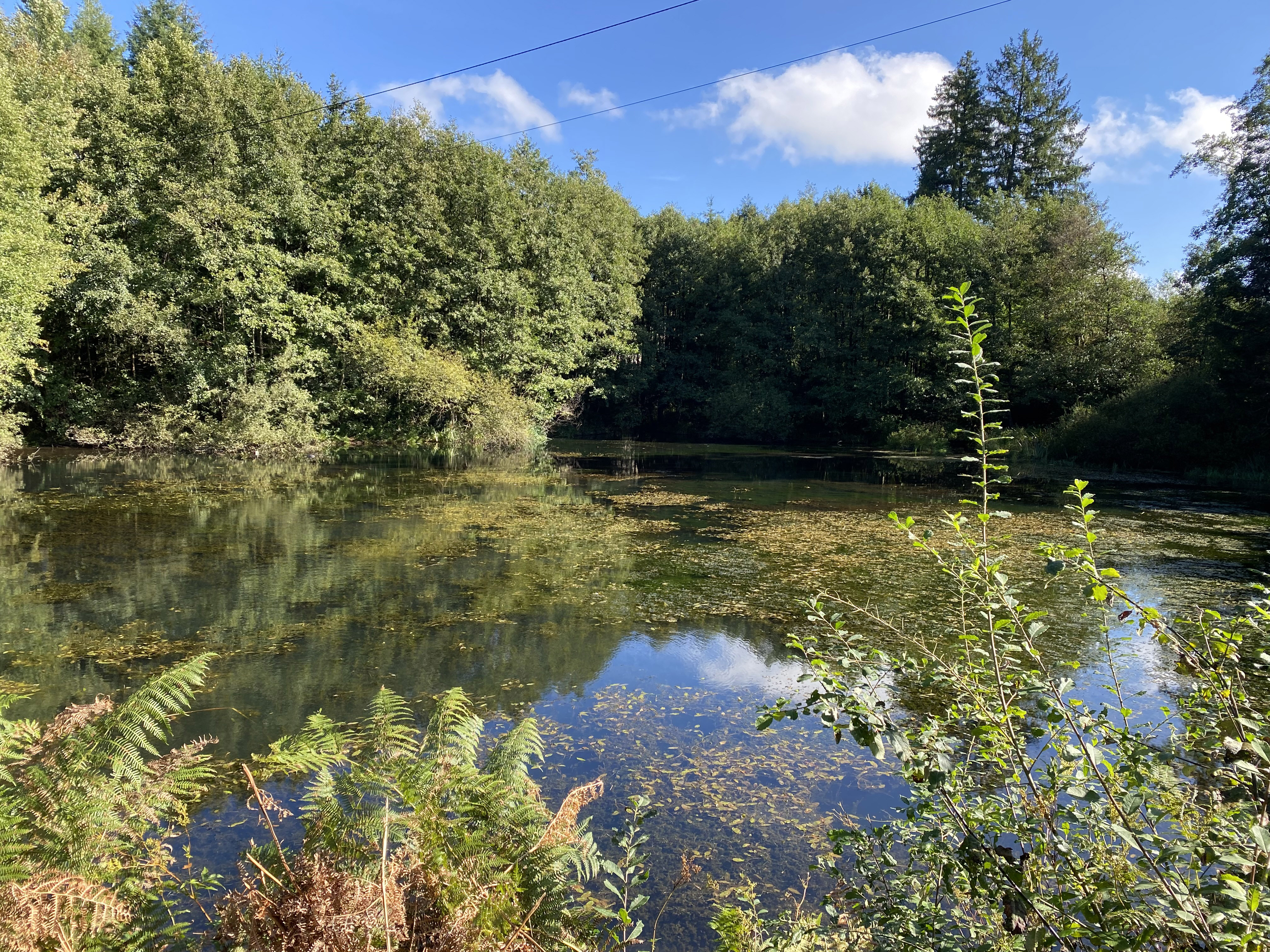
Naturnaher Stauteich Holzwipper
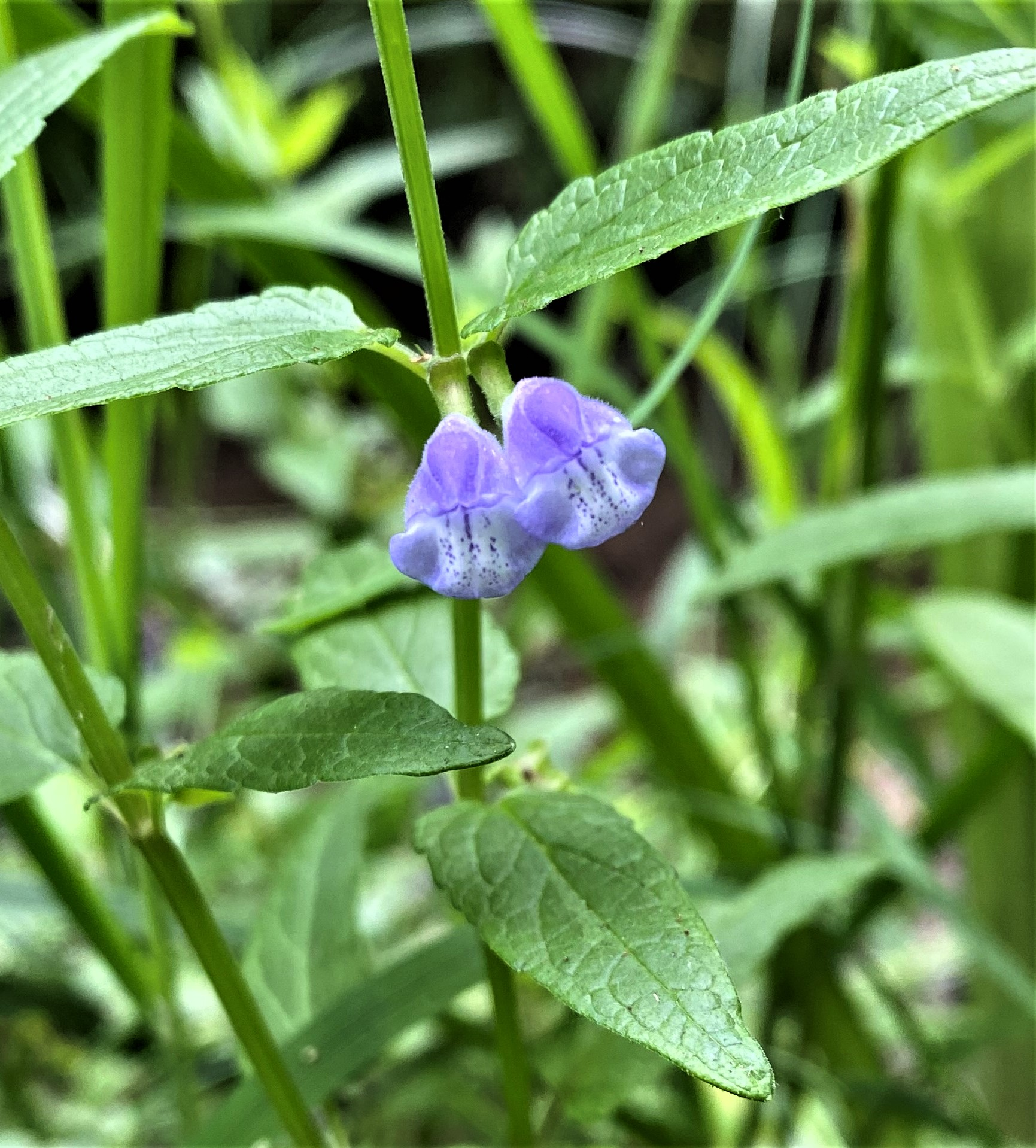
Sumpf-Helmkraut
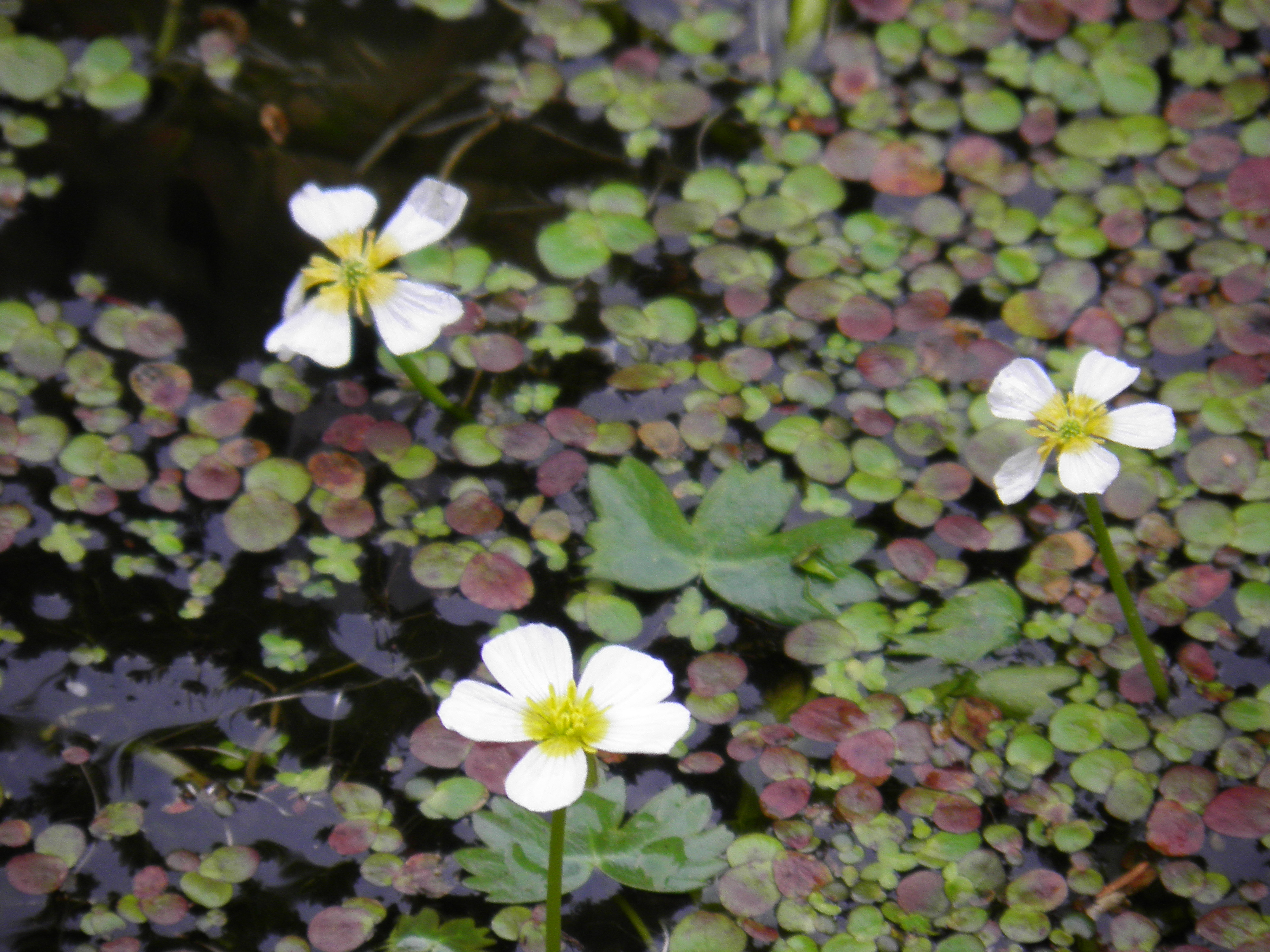
Schild-Wasserhahnenfuß